# Steven Mnuchin
Steven Terner Mnuchin, detto Steve (New York, 21 dicembre 1962) è un banchiere, produttore cinematografico e politico statunitense, 77º segretario al tesoro dell'amministrazione Trump dal 2017 al 2021.
Come Segretario al tesoro è stato sostenitore del progetto di riforma fiscale e della riduzione dell'imposta sulle società.

## Biografia
Steven Mnuchin nasce a New York il 21 dicembre 1962 da una famiglia ebrea. Il padre, Robert, è un ex-banchiere della Goldman Sachs e fondatore di una galleria d'arte a New York; il nonno, Aaron, fu un commerciante di diamanti russo emigrato prima in Belgio e poi, nel 1916, a Washington, nel Connecticut.
Frequenta la Riverdale Country School di New York City, quindi studia alla Yale University dove fa parte della Skull and Bones e si laurea in Economia nel 1985.

### Carriera finanziaria
Dopo la laurea Mnuchin lavora per la banca d'investimenti Goldman Sachs per 17 anni, diventandone alla fine Chief Information Officer. Lascia Goldman Sachs nel 2002, lavora brevemente come vicepresidente di un hedge fund, ESL Investments, di proprietà del suo compagno di stanza a Yale, Edward Lampert. L'anno dopo costituisce la società SFM Capital Management insieme al finanziere George Soros. Nel 2004 fonda anche, insieme a due ex partner di Goldman Sachs, un hedge fund chiamato Dune Capital Management, diventandone amministratore delegato. Investe anche in due progetti di Donald Trump, il Trump International Hotel and Tower di Honolulu e l'omonimo Trump International Hotel di Chicago.
Nel 2009 è alla guida di un gruppo per rilevare una società californiana in amministrazione controllata, la IndyMac, con sede a Pasadena e specializzata nel fornire prestiti e mutui residenziali. È titolare di 23,5 miliardi di dollari di prestiti commerciali, mutui e titoli garantiti da ipoteche ma il prezzo d'acquisto è scontato a 4,7 miliardi. Il gruppo di investitori include George Soros, il gestore di fondi hedge John Paulson, l'ex dirigente di Goldman Sachs J. Christopher Flowers e il fondatore di Dell Computer, Michael Dell. Dopo l'acquisizione Mnuchin, nominato presidente e amministratore delegato, la ribattezza OneWest Bank e va a vivere in una villa da 26,5 milioni di dollari nei dintorni di Bel Air, Los Angeles. OneWest rileva altre banche fallite incluse nel 2009 la First Federal Bank of California e nel 2010 La Jolla Bank. Già un anno dopo l'acquisizione la banca fa profitti, diventando la più grande banca del sud californiano. Nel 2015 la vende a CIT Group per 3,4 miliardi di dollari, rimanendo nel consiglio d'amministrazione (nell'agosto 2016 possiede 97 milioni di dollari in azioni del Gruppo CIT, la maggior parte ricevuta in cambio della sua partecipazione) sino alle dimissioni nel dicembre 2016. 

### Produttore cinematografico
Nel 2006 fonda la Dune Entertainment, che finanzia alcuni film importanti, tra cui la serie X-Men e Avatar. Nel 2013 si fonde con la RatPac Entertainment di Brett Ratner e James Packer per diventare la RatPac-Dune Entertainment, dopo aver prodotto American Sniper e Mad Max: Fury Road.

## Carriera politica

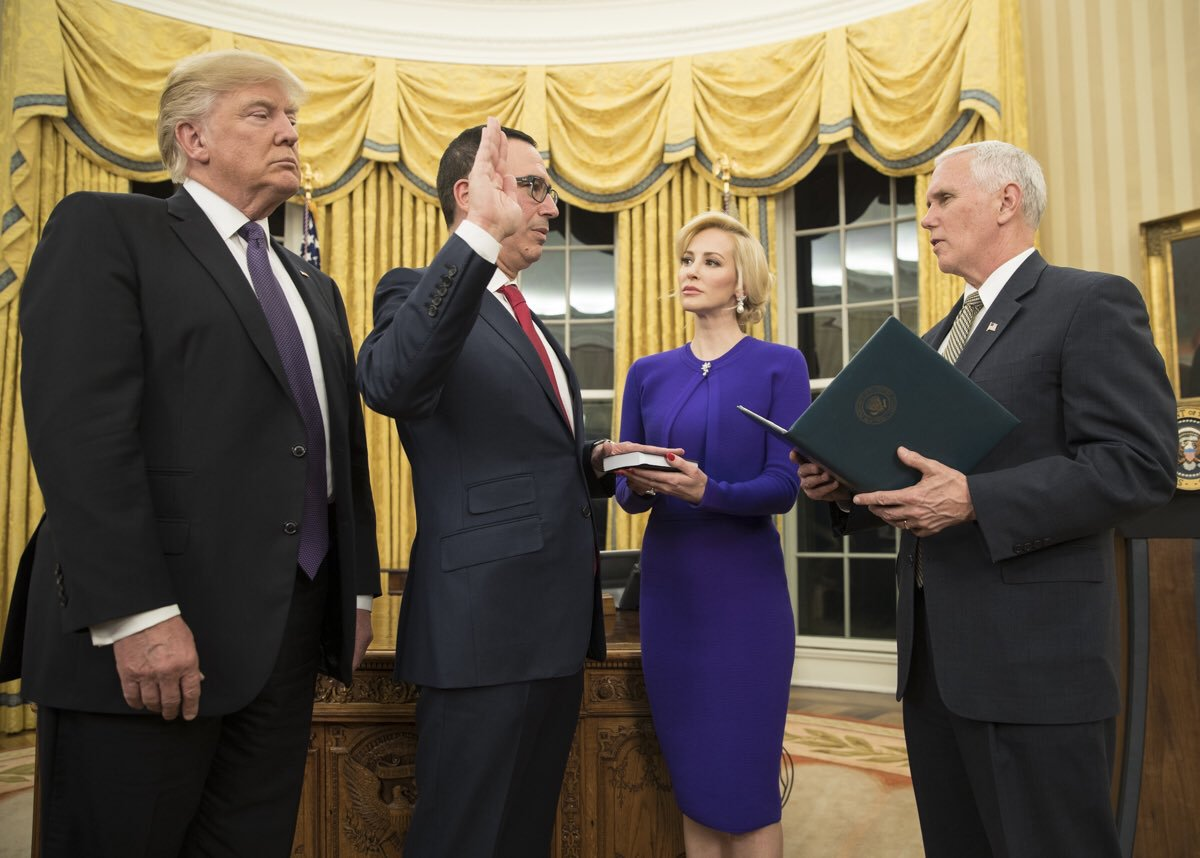
Giuramento di Mnuchin come Segretario al Tesoro

Mnuchin per anni ha donato ingenti somme di denaro per sostenere diverse campagne elettorali, sia di democratici che di repubblicani. Tra le varie campagne sostenute, si ricordano quelle di Al Gore, John Kerry, Barack Obama, Mitt Romney, Kamala Harris, Paul Ryan, Hillary Clinton e Donald Trump.
Mnuchin è uno dei primi a sostenere Trump nelle primarie repubblicane, tanto da venir poi nominato da questi responsabile finanziario della sua campagna con Lewis Eisenberg. In seguito alla vittoria dell'imprenditore newyorkese alle elezioni presidenziali dell'8 novembre, Mnuchin viene confermato nella squadra di transizione.

### Segretario al Tesoro
Il 30 novembre 2016 Trump annuncia ufficialmente che Mnuchin sarebbe stato il suo Segretario al tesoro.
Nonostante un'inchiesta in cui si è scoperto che Mnuchin è registrato per votare in due Stati diversi (California e New York), il 13 febbraio 2017 è confermato dal Senato, con 53 voti a favore e 47 contrari, come 77° Segretario al Tesoro, subentrando ad Adam Szubin (nominato ad interim). È il terzo del suo ruolo ad aver lavorato nella Goldman Sachs dopo Robert Rubin (con Bill Clinton) e Henry Paulson (con George W. Bush).

## Vita privata
Attivo nella filantropia, è stato sposato dal 1992 al 1999 con Kathryn Leigh McCarver. Si sposa proprio quell'anno una seconda volta con Heather deForest Crosby: dal matrimonio nascono tre figli. I due hanno divorziato nel 2014. Nel giugno 2017 Mnuchin si sposa una terza volta con l'attrice Louise Linton; la cerimonia è presieduta dal vicepresidente Mike Pence.